# チョン・ギョンホ (1983年生の俳優)
チョン・ギョンホ（정경호、鄭敬淏、Jung Kyung Ho、1983年8月31日 - ）は、韓国の俳優。京畿道出身。中央大学校演劇映画学科卒業
。Allum所属。

## 来歴
- 2003年、KBS公開採用タレント20期として芸能界入り
- 2004年、KBS『知ることになるさ』でデビュー[1]
- 2010年、日本でファンミーティングを開催
- 2010年11月に入隊後、2012年9月まで国防広報院広報支援班に服務[2]
- 2012年、MBC特別企画である海外ボランティアプロジェクト「2012 KOICAの夢」を通じ、パレスチナに約2週間滞在しながら現地支援活動を行った
- 2013年、日本でファンミーティングを開催
- 2017年、第21回富川国際ファンタスティック映画祭でチャン・ナラとともに開幕式の司会を務める[3]

## 人物・交遊関係
- 父親は『美しき人生』『千日の約束』『子なしが最高』などを手がけたドラマプロデューサーのチョン・ウリョン[1]。
- 「少女時代」のスヨンと2014年から公開恋愛中[1]。

## 出演作品

### ドラマ
- モバイルドラマ 5つの星（2004年）ユン・ジェグァン役
- ランラン18歳（2004年）合コン相手役
- 知ることになるさ（2004年）高校生役
- ごめん、愛してる（2004年）チェ・ユン役
- 美しいあなた（2005年）ユ・インチョル役
- 犬とオオカミの時間（2007年）主演：カン・ミンギ役
- 幻の王女チャミョンゴ（2009年）主演：ホドン役
- あなた、笑って（2009年）主演：カン・ヒョンス役
- ロードナンバーワン（2010年）古物商役（第5話に特別出演）
- スペシャルドラマ　偉大なギェ・チュンビン（2010年）主演：ワン・ギナム役
- 無情都市（2013年）主演：チョン・シヒョン役
- 放課後サプライズ（2013年）薬剤師役（特別出演）
- ドラマフェスティバル 短編ドラマ 李箱、それ以上（2013年）主演：ク・ボンウン役
- 果てしない愛（2014年）主演：ハン・グァンチョル役
- ドラマフェスティバル ハウスメイト（2014年）ユン・ソクジン役（特別出演）
- 純情に惚れる（2015年）主演：カン・ミノ役
- 初めてだから（2015年）警察官役（第2話に特別出演）
- ステキな片思い（2015年）MC役（特別出演）
- もう一度ハッピーエンディング（2016年）主演：ソン・スヒョク役
- ミッシングナイン（2017年）主演：ソ・ジュノ役
- 刑務所のルールブック（2017 - 2018年）W主演：イ・ジュノ役
- ライフ・オン・マーズ（2018年）主演：ハン・テジュ役
- ケリョン仙女伝（2018年）チャムドル役（特別出演）
- 悪魔がお前の名前を呼ぶ時（2019年）主演：ハ・リプ / ソ・ドンチョン役
- 愛の不時着（2019年）チャ・サンウ役（第1話に特別出演）
- 賢い医師生活（2020年 - 2021年）主演：キム・ジュンワン役
- イルタ・スキャンダル〜恋は特訓コースで〜（2023年）主演：チェ・チヨル役

### 映画
- 私の生涯で最も美しい一週間（2005年）ユ・ジョンフン役
- クァンシクの弟クァンテ（2005年）キム・イルウン役
- 暴力サークル（2006年）主演：イ・サンホ役
- ハーブ（2007年）主演：イ・ジョンボム役
- 星の光の中で（2007年）高校時代のヒョン・スヨン役
- ビースティ・ボーイズ（2008年）ウォンソク役（友情出演）
- あなたは遠いところに（2008年）ヨンドク役
- 亀走る（2009年）ソン・ギテ役
- ローラーコースター!（2013年）主演：マ・ジュンギュ役
- 悪魔は闇に蠢く（2014年）スチョル役
- Amor（2015年）主演：キム・テウ役
- デジャブ（2018年）チェ・ヒョンソク役（特別出演）
- DAEMUGA（2022年）ソン・イクス役
- 狎鴎亭スターダム（2022年）ジウ役[4]
- ボス（2023年）カンピョ役

### バラエティ、ドキュメンタリー
- KOICAの夢（2013年）
- 魔女狩り－男たちが語る女性の話（2013年）
- ラジオスター（2013年）
- SNL KOREA　シーズン4（2013年）
- 都市の法則 in ニューヨーク（2014年）
- 私たち結婚しました シーズン4（2015年、MBC）特別出演
- 冷蔵庫をよろしく（2015年、JTBC）
- 人生酒場（2017年）
- 驚きの土曜日（2019年）
- 90年生まれチェ・スヨン（2018年）第1話
- 賢いキャンピング生活（2021年、YouTube）[5]
- 賢い山村生活（2021年、tvN）[6]

### 広告モデル
- SKテレコム（2009年）
- GM matiz creative（2010年）
- ハンジン宅配（2010年）
- PARKLAND J HASS（2015年）
- ロッテ飲料（2015年）
- T.I FOR MEN（2016年）
- デイリーC レモン 1000C+（2018年）
- toxnfill（2018年）
- ロッテハイマート（2018年）
- M°C化粧品（2018年）
- GARDASIL（2021年）

## OST、音楽活動
- 「ごめん、愛してる」 OST - Vol.2:Never Ending Story（2004年）
- 「悪魔がお前の名前を呼ぶ時」OST-釜山に行けば（2019年）
- 「悪魔がお前の名前を呼ぶ時」OST-夢はどこへ（2019年）
- 「悪魔がお前の名前を呼ぶ時」OST-君が離れていない街（2019年）
- チョン・ギョンホ「Everyday」（2019年）
- 「賢い医師生活」OST-夜が更けたね(Drama Ver.) （2020年）
- 「賢い医師生活」OST-canon(Drama Ver.) （2020年）
- 「賢い医師生活」OST-君に私は、私に君は （2020年）

## ミュージックビデオ
- 4MEN 「告白」（2006年）
- チョン・ギョンホ「Everyday」（2019年）

- ZEROBASEONE「Doctor! Doctor!」（2025年）

## 公報大使
- 大学ファッションウィーク公報大使（2009年）

## 受賞歴
- 2007年『第15回椿事大賞映画祭』ｰ新人男優
- 2008年『プレミアムライジングスターアジアアワード』ｰ新人男優
- 2009年『第4回アンドレ・キムベストスターアワード』ｰスター賞
- 2009年『SBS演技大賞』ｰプロデューサー賞
- 2012年『陸軍参謀総長表彰』
- 2014年『第34回ゴールデン撮影賞』ｰ新人男優
- 2017年『MBC演技大賞』ｰコミックキャラクター賞